# Калачёв, Владимир Петрович
Владимир Петрович Калачёв (1896, Сестрорецк — 14 июня 1938, Москва) — советский военно-морской деятель, штабной работник, капитан 1-го ранга.

## Биография
Русский, кандидат в члены ВКП(б), образование высшее.
Начальник Стратегического отдела Оперативного управления штаба РККФ, приняв должность после перевода заместителем начальника Управления Виктора Константиновича Васильева. В 1935—1936 годах — начальник штаба Управления ВМС РККА,
В мае — августе 1937 Калачёв Владимир Петрович начальник штаба Черноморского флота.
В 1937—1938 — заместитель начальника Главного морского штаба.
Проживал в Москве на улице Воровского, дом 28, квартира 18.
Арестован 17 февраля 1938 года. Приговорён ВКВС СССР 14 июня того же года по обвинению в участии в контр-революционной террористической организации. Расстрелян в день вынесения приговора. Реабилитирован 20 августа 1955 года.

## Звания
- Капитан 2-го ранга[2];
- Капитан 1-го ранга.